# 霍斯托米采
霍斯托米采是捷克的城鎮，位於該國西部，距離霍若維采約10公里，由中波希米亞州負責管轄，面積28.27平方公里，海拔高度361米，2007年人口1,570。

## 外部連結
- Municipal website （页面存档备份，存于）